# Хвалова
Хвалова (словац. Chvalová) — село, громада в окрузі Ревуца, Банськобистрицький край, Словаччина. Населення — 201 особа (за оцінкою на 31 грудня 2017 р.).
Вперше згадується в 1343 році.

## Географія
Найвища точка — гора Лешт (словац. Lešt, 434 м).

## Транспорт
Автошлях 2834 (Cesty III. triedy) Gemerská Ves — Sása.

## Населення
| Рік:            | 1994. | 2004.   | 2014.    | 2024.   |
| --------------- | ----- | ------- | -------- | ------- |
| Кількість осіб: | 157   | 165     | 207      | 194     |
| Різниця:        |       | +5,09 % | +25,45 % | -6,28 % |

| Рік:            | 2023. | 2024.   |
| --------------- | ----- | ------- |
| Кількість осіб: | 193   | 194     |
| Різниця:        |       | +0,51 % |